# Ákos István
Scherer István, mais conhecido como Ákos István (Kölesd, 8 de janeiro de 1861 - Budapeste, 7 de abril de 1958) era um professor, diretor e líder do grupo budista Paedagogium.